# Calybistum lugubre
Calybistum lugubre är en skalbaggsart som först beskrevs av Olivier 1790.  Calybistum lugubre ingår i släktet Calybistum och familjen långhorningar.
Artens utbredningsområde är:
- Mali.
- Nigeria.
- Senegal.

Inga underarter finns listade.